# Phyllochlaenia rufescens
Phyllochlaenia rufescens is een keversoort uit de familie bladsprietkevers (Scarabaeidae). De wetenschappelijke naam van de soort is voor het eerst geldig gepubliceerd in 1846 door Blanchard.